# Olisthopus maderensis acutangulus
Olisthopus maderensis acutangulus é uma subespécie de insetos coleópteros pertencente à família Carabidae.
A autoridade científica da subespécie é Wollaston, tendo sido descrita no ano de 1857.
Trata-se de uma subespécie presente no território português.